# Monowi
Monowi ist ein Village im Boyd County im US-Bundesstaat Nebraska. Das Besondere am kleinen Ort ist, dass er per Volkszählung 2010 und 2020 nur eine Einwohnerin zählt – eine Frau, die zugleich das Amt als Bürgermeisterin bekleidet.

## Geografie
Monowi liegt im östlichen Boyd County im US-Bundesstaat Nebraska zwischen dem Niobrara River und dem Missouri River. Der direkte Nachbarort ist das ungefähr 11 km entfernte Lynch. Die nächstgelegene Großstadt ist Omaha, ungefähr 314 km südöstlich von Monowi. Der Ort hat eine Fläche von 0,54 km² und liegt auf einer Höhe von 405 m.

## Geschichte
Der Ort wurde um 1900 gegründet. Der Ortsname soll das indianische Wort für eine kleine weiße Prärieblume sein, die zur Zeit der Ortsgründung in der Gegend verbreitet war.
1930 hatte die Ortschaft noch etwas mehr als 120 Einwohner. Nachdem die Eisenbahn sich aus dem Ort zurückgezogen hatte, verließen auch nach und nach die Einwohner das Dörfchen. Waren es 1940 noch 99 Einwohner, sank die Zahl bis zur Zählung im Jahr 2000 auf 2 und im Jahr 2010 schließlich auf eine Einwohnerin.

## Politik
Bürgermeisterin des Ortes ist seit 2004 Elsie Eiler. Zuvor bekleidete ihr Ehemann Rudy Eiler dieses Amt.

## Infrastruktur

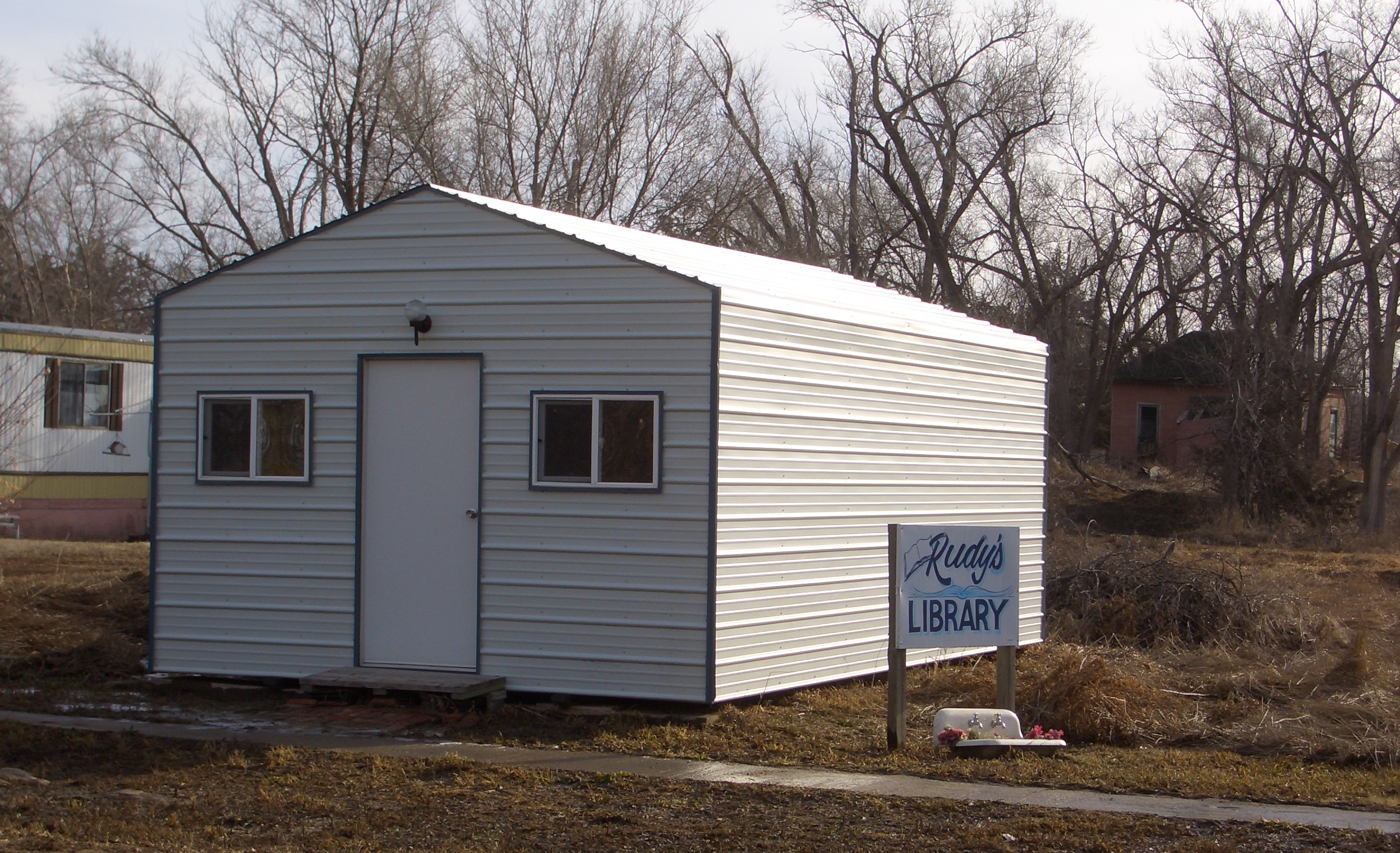
Rudy's Library

Monowi hat eine Bibliothek, Rudy's Library (die Bibliothek des verstorbenen Ehemanns der letzten Einwohnerin) mit 5000 Büchern und einen Gastbetrieb, Monowi Tavern, die beide von der einzigen Einwohnerin betrieben werden.

## Demographie

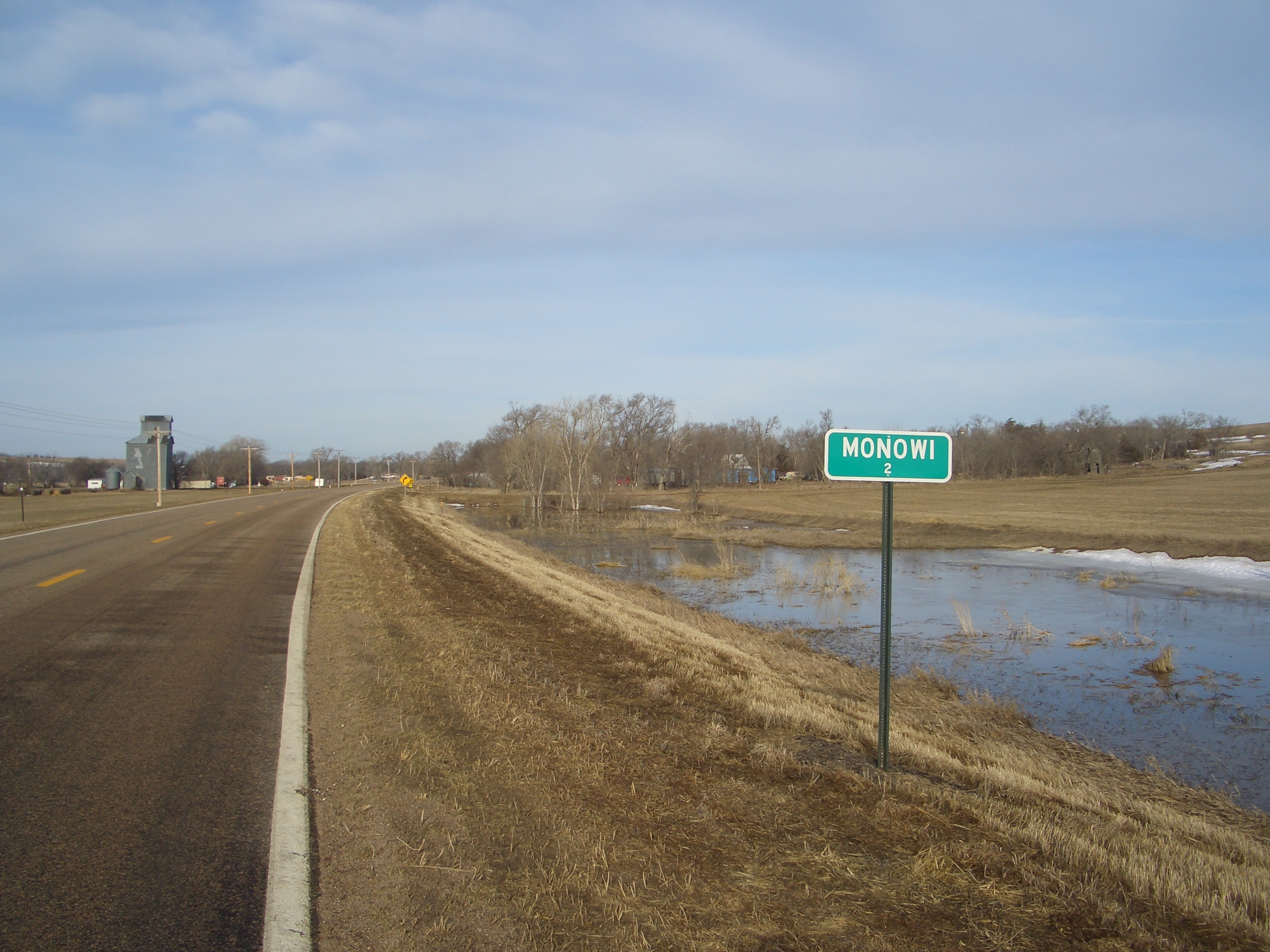
Ortsschild (2007) mit Anzahl Einwohner: 2

Gemäß dem United States Census 2010 hat Monowi nur eine Einwohnerin, woraus sich folgende kurios anmutende Statistik ergibt:
- Einwohnerzahl: 1
- Durchschnittsalter: 76,5 Jahre
- Einwohner sind zu 100 % weiblich.
- Durchschnittliche Haushaltsgröße: 1

Bei der Volkszählung 2020 wurde offiziell eine Einwohnerzahl von 2 Personen veröffentlicht, das stellte sich jedoch als Datenschutzmaßnahme (Differential Privacy) für die eine gezählte Einwohnerin heraus.
Ein weiterer Ort mit (ehemals) nur einem Einwohner ist Buford im Bundesstaat Wyoming.

## Mediale Rezeption
2018 wurden der Ort und seine Bewohnerin von Lilo Mangelsdorff mit dem Dokumentarfilm Monowi, Nebraska verewigt. Auch US-Fernsehsender, die britische BBC und die New York Times berichteten über den Ort.